# Ctenopelma nigriceps
Ctenopelma nigriceps là một loài tò vò trong họ Ichneumonidae.